# Georges Lorin
Pour les articles homonymes, voir Lorin.
Georges Maxime Lorin, né le 7 avril 1850 à Auxerre et mort le 9 avril 1927 dans le 17e arrondissement de Paris, est un artiste polyvalent, à la fois peintre, sculpteur, illustrateur, caricaturiste, musicien et poète français.
Il est également connu sous le nom de Cabriol comme illustrateur.
Il ne faut pas confondre Georges Lorin avec son frère Maxime Lorin, également poète, auteur de Reischoffen, de Autour de moi... (1883) et de Mes Rêves (1886).

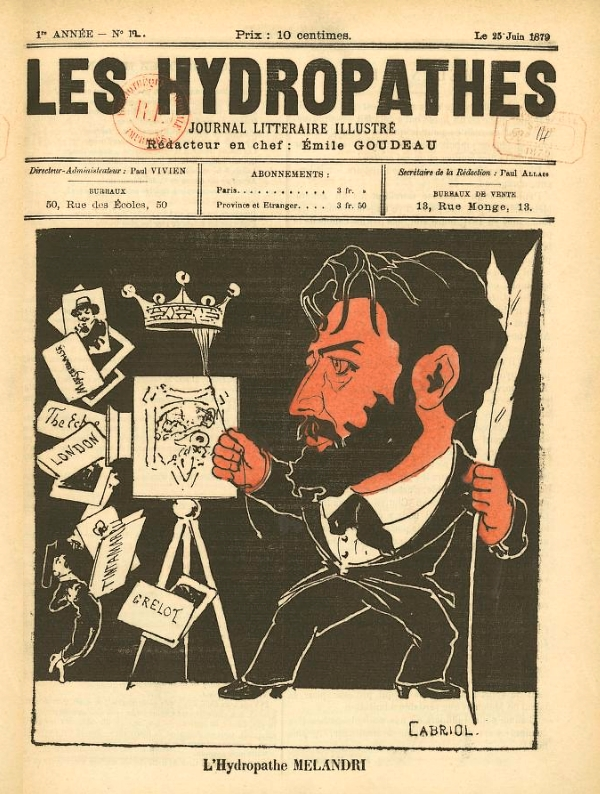
Achille Mélandri caricaturé par Cabriol pour le journal Les Hydropathes (25 juin 1879)

.

## Biographie
Petit-fils d'un berger d'Auvergne du nom de Passepont, Georges Lorin quitte Auxerre vers la fin des années 1860. Artilleur à Chartres durant la guerre de 1870, il y créée les « Concerts des artilleurs » dans un esprit comique-troupier.
De retour à Paris, il devient l'ami de nombreux « bohèmes » tels que Fernand Icres, Émile Goudeau et surtout Maurice Rollinat qui lui dédie plusieurs poèmes et dont il réalise un buste.
Il est, de 1879 à 1880, l'un des principaux illustrateurs du journal Les Hydropathes sous le pseudonyme de « Cabriol », et collabore à de nombreux autres périodiques, parfois en liens avec des cabarets, tels Le Chat noir, La Lune rousse, Le Grelot, Le Tam-Tam, Le Tout-Paris, Le Courrier français, La Vie moderne.
C'est aussi sous le pseudonyme de Cabriol qu'il expose aux Arts incohérents dont il est l'un des fondateurs. En 1882, il y présente six œuvres (n° 23 à 28 du catalogue publié en supplément du Chat noir du 1er octobre 1882), puis deux œuvres en 1884, et enfin une seule en 1889.
Un recueil de ses poésies, Paris rose, illustré avec Luigi Loir, paraît en 1884. Lorin est l'auteur d'un autre recueil, L'Âme folle (1893) et d'une pièce de théâtre, Pierrot voleur !, jouée par le Théâtre-Libre d'André Antoine.
Il expose aux deux premiers Salons de la Rose-Croix organisés en 1892 et 1893 par Joséphin Peladan. Au premier salon, La Visite des étoiles et au second, Le Silence et La Source.
Il expose ensuite au Salon des artistes français entre 1901 et 1910, des objets décoratifs (vases, bijoux).
En 1918, il est l'auteur de l'une des affiches pour l'emprunt national de la Libération.

## Publications

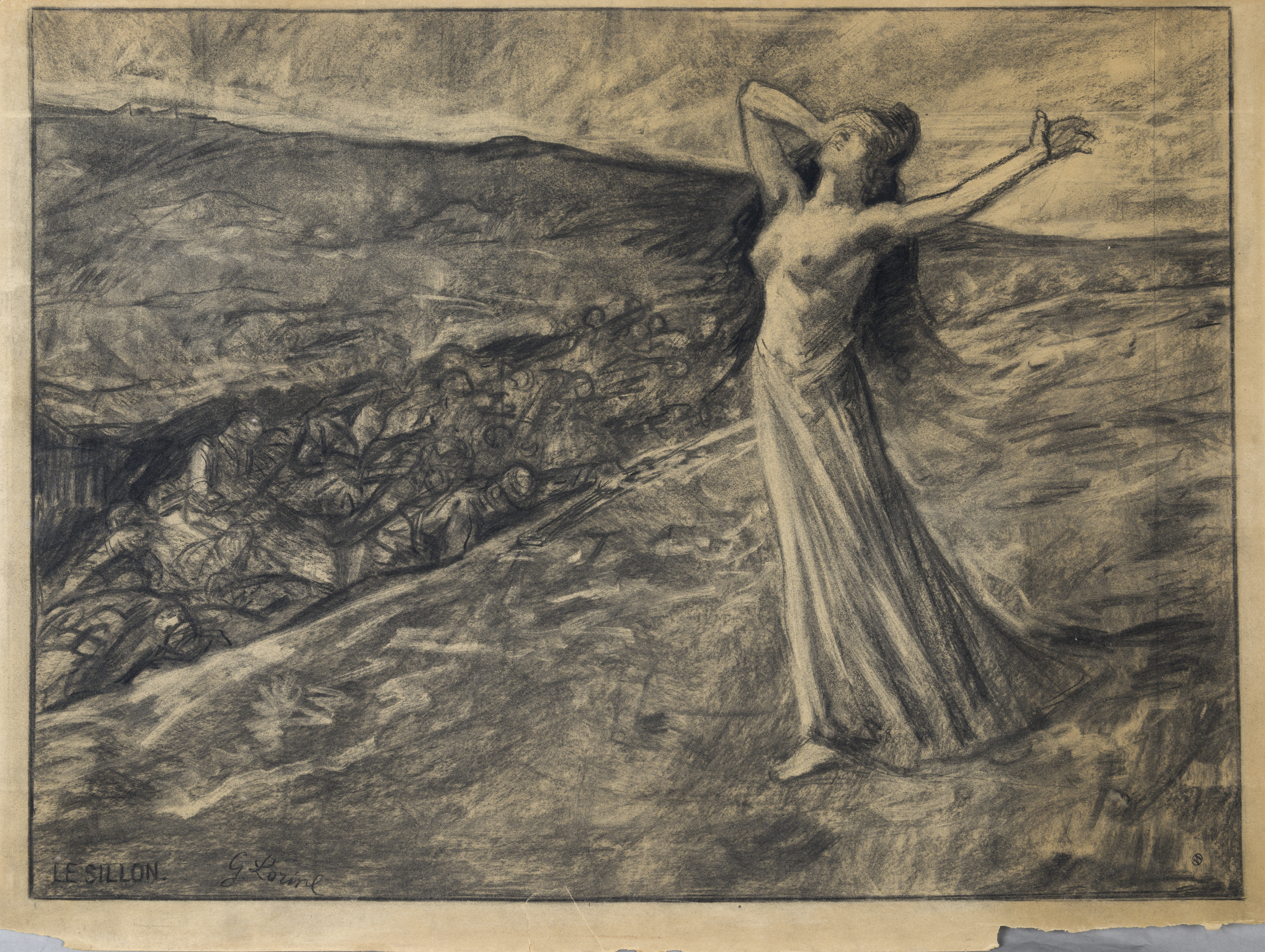
« Le Sillon », un des 50 dessins de Lorin inspiré par la Grande Guerre.

- Têtes et chapeaux, prose en vers (sic), Paris, Barbré, 1880.
- Les Deux Bébés, poésie, Paris, Barbré, 1880.
- La Ronde, poésie dite par Léon Brémont, Paris, Barbré, 1881.
- Les Gens !, fantaisie rimée, Paris, Ollendorff 1882.
- Elle m'attend !, monologue impromptu, Paris, Tresse, 1882.
- Les Maisons, rimes humoristiques illustrées par Luigi Loir, dites par Félix Galipaux, Paris, Ollendorff, 1883.
- Un duel, saynète en vers, Paris, Barbré, 1883.
- Paris rose, illustré avec Luigi Loir, Paris, Ollendorff, 1884.
- Toute petite !, fantaisie, 1891
- L'Âme folle, Paris, Ollendorff, 1893.
- Pierrot voleur !, comédie en un acte et en vers, Paris, Ollendorff, 1896.
- Les Cigarettes, dites par Coquelin cadet, Paris, Ollendorf, 1896.
- Symboles de guerre du poëte-peintre Georges Lorin, album de 50 planches reproduisant des dessins d'après la Première Guerre mondiale, tiré à 500 ex.
- Le Quartier Latin hier et aujourd'hui, avec les souvenirs inédits de ses grands écrivains et des croquis de l'époque par G. Lorin et F.-A. Cazals, texte de Jean Émile-Bayard, préface de Gustave Rivet, Éditions Roman Nouveau, 1924.
- Malgré l'âme désolée, illustrations et deux musiques de l'auteur, Paris, J. Dilly, 1925.

### Posthume
- Les Dames, dessins de Luigi Loir, Paris, Éditions du Fourneau, 1996. (reprise d'un texte publié en 1883 dans La Vie moderne, puis dans Paris rose)